# Зальнекк
Зальнекк (нем. Sallneck) — коммуна в Германии, в земле Баден-Вюртемберг. 
Подчиняется административному округу Фрайбург. Входит в состав района Лёррах.  Население составляет 355 человек (на 31 декабря 2006 года). Занимает площадь 4,60 км².